# مدیولانوم (شهر باستانی)

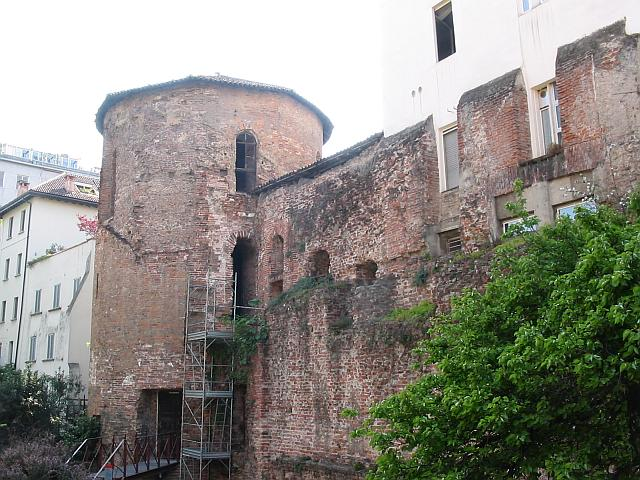
بخشی از دیوار رومی (۱۱ متر ارتفاع) با یک برج ۲۴ ضلعی

مدیولانوم، شهری باستانی است که اکنون میلان در آن قرار دارد، در ابتدا یک شهر اینسوبر نشین بود، اما پس از آن به یک شهر مهم روم در شمال ایتالیا تبدیل شد. این شهر توسط اینسوبرها در حدود ۶۰۰ پیش از میلاد مسکونی شد و در ۲۲۲ پیش از میلاد توسط رومیان فتح شد و به مرکز کلیدی مسیحیت غربی و پایتخت غیررسمی امپراتوری روم غربی تبدیل شد.
اهمیت این شهر تحت تأثیر ویرانی جنگ گوت‌ها، تصرف آن توسط لومباردها در سال ۵۶۹، و تصمیم آنها برای تبدیل تیسینوم به پایتخت پادشاهی ایتالیا خود، کاهش یافت.
در طول دوره پرینکیپاته و در سال ۲۰۰ میلادی، جمعیت شهر ۴۰۰۰۰ نفر بود. هنگامی که شهر به پایتختی امپراتوری روم غربی در زمان امپراتور ماکسیمیان (ح. ۲۸۶–۳۰۵) تبدیل شد، جمعیت به یکصد هزار نفر افزایش یافت و بنابراین میلان به یکی از بزرگترین شهرهای ایتالیای رومی تبدیل شد.